# 陽明山五福宮

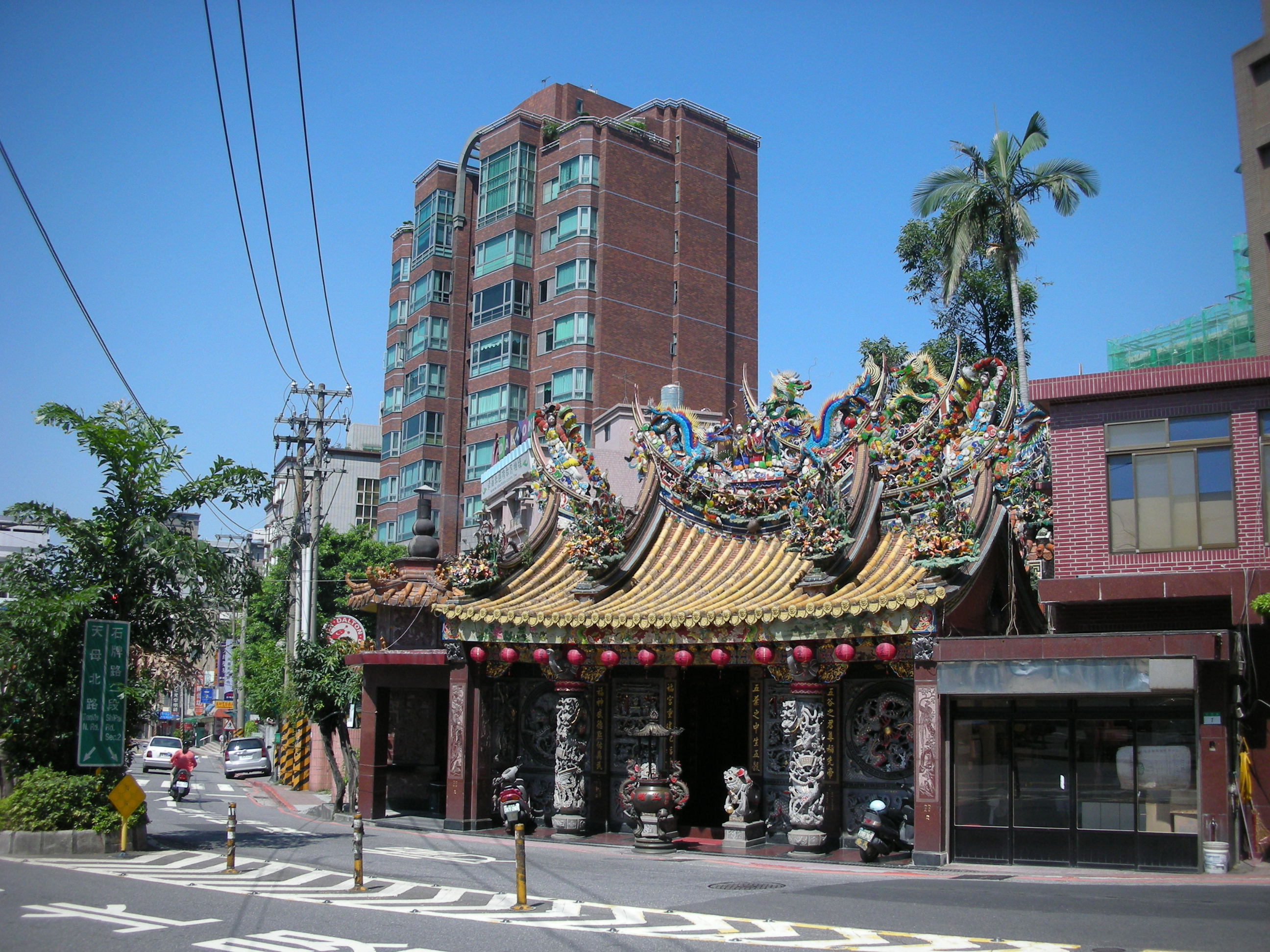
陽明山五福宮

陽明山五福宮，全名財團法人陽明山五福宮，是位於台灣台北市北投區行義路之仿古廟宇建築，為主祀福德正神之道教廟宇，建於1835年。該廟宇的組織型態為財團法人制，祭典日期為每年農曆之八月十日。

## 外部連結
- 陽明山五福宮